# Зеле
 Тази статия е за вариетета растения.  За рода вижте Зеле (род).  За селището в Белгия вижте Зеле (Белгия).
Зелето (Brassica oleracea var. capitata) е многолистно растение от семейство Brassicaceae (или Cruciferae), което се използва като зеленчук.
Зелето е тревисто, двугодишно, двусеменно цъфтящо растение, което се отличава с къси стебла, обикновено със зелени листа, но в някои сортове червени или пурпурни, формиращи характерен компактен, кълбовиден вид (зелка).
Най-популярни, крехки и с добри вкусови качества са българските сортове „Кьосе“ и „Балкан“.
„Кьосе“ е български и изключително популярен за приготвяне на кисело зеле. Семената на зелето е добре да засявате върху дълбоки, влагоемни, добре аерирани и с добър хранителен запас почви. Местоположението е добре да бъде достатъчно светло и добре огрято от слънцето.
Необходимо е да се поддържа постоянна почвена влажност и да не се допуска засушаване. Осигуряват се редовни поливки. Препоръчва се главестото зеле да се произвежда чрез разсад – обикновено семената се засяват през периода Май – Юни месец. При засаждането на разсада, разстоянието е необходимо да бъде 70 – 90 Х 50 – 60 см. Зелето „Кьосе“ е готово за бране от месец септември – до месец октомври (вегетация 125 – 130 дни).
Зелето „Балкан“ е сорт за късно производство с вегетационен период 130 дни. Балкан е предпочитан и сред най-често отглежданите сортове у нас. Това е сорт за късно производство, има вегетационен период 130 дни. Семената за производство на разсад се засяват в края на месец май – началото на Юни. Ако се сее на открито, разсаждането се извършва през юни – юли. Схемата на засаждане е 70 см между редовете и 45 – 50 см между растенията. Образува зелка, която е голяма, плътна, сочна, нежна със средно тегло 4 – 5 кг и отлични вкусови качества. Подходящо е за прясна консумация и преработка. Зелето „Балкан“ има много добра съхраняемост. Сортът е устойчив на мана.